# (28085) 1998 QO98
1998 كيو أو 98 (ويعرف أيضًا باسم (28085) 1998 كيو أو 98 وفق تسمية الكوكب الصغير) (بالإنجليزية: 1998 QO98)‏ هو كويكب ضمن حزام الكويكبات؛ وترتيبه 28085 من حيث الاكتشاف.
اكتُشف هذا الجُرم الفلكي بواسطة بحث لنكولن عن الكويكبات القريبة من الأرض في 28 أغسطس 1998.

## وصلات خارجية
- (28085) 1998 QO98 في قاعدة بيانات مختبر الدفع النفاث لأجرام النظام الشمسي الصغيرة

- الاكتشاف · مخطط المدار ·  العناصر المدارية · المعلمات المادية

- (28085) 1998 QO98 على موقع ويكي سكاي: DSS2, SDSS, GALEX, IRAS, Hydrogen α, X-Ray, Astrophoto, Sky Map, Articles and images